# Sigari Bolívar
Bolivar è una marca di sigari cubani, tra le più famose e apprezzate a livello internazionale.

## Storia
Fondata all'inizio del ventesimo secolo da Josè Fernandez Rocha, e poi acquisita nel 1954 da Partagàs, deve il suo nome in onore dell'eroe venezuelano Simón Bolívar, eroe dell'America latina che per diverso tempo aveva vissuto a Cuba.
Con la rivoluzione cubana di Fidel Castro, l'azienda venne nazionalizzata; a tutt'oggi infatti essa è di proprietà di Habanos, la società al 51% del Governo cubano ed al 49% della multinazionale del tabacco franco-spagnola Altadis.
Anche con l'avvento della rivoluzione la marca, che era sempre rimasta comunque di livello medio-piccolo (soprattutto se paragonata a Partagàs, Montecristo e Romeo y Julieta), ha goduto di una certa considerazione anche probabilmente per l'enorme ammirazione che sia Fidel Castro che Ernesto Guevara avevano per il Libertadòr dell'America latina.
Oggi Bolivar vanta una tipicità (ovvero una similitudine tra i diversi sigari prodotti) piuttosto invidiabile per le marche di avana (che dalla rivoluzione in poi, essendo tutte dello stesso proprietario, hanno subìto una non irrilevante omologazione), e proprio per questo motivo un discreto numero di appassionati in tutto il mondo.

## Prodotti
Elenco dei sigari Bolivar venduti in Italia.
- Tubos n.1 (vitola Corona - Lunghezza 142mm, Diametro 18,65mm);
- Tubos n.3 (vitola Placera - Lunghezza 125mm, Diametro 13,49mm);
- Petit Coronas (vitola Mareva - Lunghezza 129mm, Diametro 16,67mm);
- Royal Coronas (vitola Robusto - Lunghezza 124mm, Diametro 19,84mm);
- Belicosos Finos (vitola Campana - Lunghezza 140mm, Diametro 20,64mm);
- Coronas Gigantes (vitola Julieta, o Churchill - Lunghezza 178mm, Diametro 18,65mm);
- Corona Gold(vitola Julieta, o Churchill - lunghezza 198mm, Diametro 20,64mm);

## Imitazioni
A causa dell'embargo contro Cuba i sigari cubani non possono essere immessi in nessun modo nel territorio degli USA, nemmeno in quantità limitate e a titolo personale. Negli USA pertanto esistono diverse aziende che creano nel territorio statunitense repliche più o meno fedeli delle marche di cubani più famose. La General Cigar Company è una azienda statunitense specializzata in questo che produce anche dei Bolivar non cubani.